# Nunatak Salbatierra
Nunatak Salbatierra är en nunatak i Antarktis. Den ligger i Västantarktis. Argentina, Chile och Storbritannien gör anspråk på området. Toppen på Nunatak Salbatierra är 283 meter över havet.
Terrängen runt Nunatak Salbatierra är kuperad västerut, men österut är den platt. Trakten är obefolkad. Det finns inga samhällen i närheten.